# Countryman
Countryman è un album in studio del cantante di musica country statunitense Willie Nelson, pubblicato nel 2005.

## Tracce
Testi e musiche di Willie Nelson eccetto dove indicato.
1. Do You Mind Too Much If I Don't Understand – 2:46
2. How Long Is Forever – 3:19
3. I'm a Worried Man (featuring Toots Hibbert) – 2:31 (John Cash, June Cash)
4. The Harder They Come – 3:36 (Jimmy Cliff)
5. Something to Think About – 3:12
6. Sitting in Limbo – 2:39 (Cliff)
7. Darkness on the Face of the Earth – 2:15
8. One in a Row – 3:31
9. I've Just Destroyed the World – 2:42 (Nelson, Ray Price)
10. You Left Me a Long, Long Time Ago – 2:59
11. I Guess I've Come to Live Here – 2:23
12. Undo the Right – 2:30 (Hank Cochran, Nelson)